# Бусинко-стрижнева модель
Бусинко-стрижнева модель (рос. модель шарик-стержень, англ. bead-rod model) — модель, що відтворює гідродинамічні властивості ланцюгів макромолекул. 

## Загальний опис
Бусинко-стрижнева модель являє собою послідовність бусинок (намистин), кожна з яких чинить гідродинамічний опір середовищу, але які зв'язані між собою жорстким стрижнем, що не чинить такого опору.
Бусинко-стрижнева модель розглядається як модель гнучких макромолекул

## Інтернет-ресурси
- Ілюстрації Бусинко-стрижневої моделі